# Миорский район
Мио́рский райо́н (бел. Мёрскі раён) — административная единица на северо-западе Витебской области Республики Беларусь. Административный центр — город Миоры.
Численность населения — 17 075 человек (на 1 января 2025 года).

## Административное устройство
В районе 1 горисполком — Дисненский и 9 сельсоветов:
- Заутьевский
- Миорский
- Николаёвский
- Новопогостский
- Перебродский
- Повятский
- Турковский
- Узмёнский
- Язненский

Упразднённые сельсоветы:
- Дворносельский[6]
- Долгиновский
- Чересский[7]
- Узменский[7]

29 апреля 2004 года упразднены Узменский, Чересский, Дворносельский, образован Миорский сельсовет.

## География
Территория — 1787 км². Район граничит с Шарковщинским, Глубокским, Полоцким, Верхнедвинским и Браславским районами Витебской области — и на небольшой протяженности на севере — с Латвией. Несколько населённых пунктов Миорского, Повятского и Узмёнского сельсоветов находятся в пограничной зоне, для которой Государственный пограничный комитет Республики Беларусь устанавливает особый режим посещения.
Основные реки — Западная Двина и её притоки Аута, Волта, Вята, Дисна.
Нарушенное болото Жада на стыке Миорского и Шарковщинского районов (в списке на восстановление, площадь — 5700 га) прежде славилось своими клюквенниками.
Большая часть района расположена в пределах Полоцкой низменности (преобладают абсолютные высоты 120—140 м), западная часть района возвышенная (Браславская гряда, высшая точка 210 м гора Волчая, расположена вблизи Перебродья).
На территории района расположено Копыльщинское водохранилище.

### Заказники
- Ландшафтный заказник республиканского значения «Ельня»
- Гидрологический заказник республиканского значения «Болото Мох»
- «Волчья гора[бел.]» — наивысший пункт Браславской гряды. Расположен на границе с Браславским районом. Является также наивысшей точкой Миорского района
- Водно-болотный заказник «Жада». Расположен на территории Миорского и Шарковщинского районов
- Коптевская озовая гряда. Находится около населённых пунктов Коптево, Бор-Поляна и Субочево

## История
Район образован 15 января 1940 года. Первоначально находился в составе Вилейской области, 20 сентября 1944 года передан в состав Полоцкой области, а после её упразднения в 1954 году — в состав Молодечненской области. С 20 января 1960 года — в Витебской области.
3 октября 1959 года к району присоединены город Дисна и три сельсовета упразднённого Дисненского района.
17 апреля 1962 года к району присоединены городской посёлок Шарковщина и 7 сельсоветов временно упразднённого Шарковщинского района.
25 декабря 1962 года в состав образованного Миорского района передан Дворновский сельсовет, за исключением населённых пунктов, переданных в состав Глубокского района, Заутьевский, Лужковский, Прозорокский, Старинковский и Язненский сельсоветы Плисского района.
18 марта 1963 года городской посёлок Друя передан Браславскому району. 12 февраля 1965 года 4 сельсовета переданы Глубокскому району, 30 июля 1966 года Шарковщина и 5 сельсоветов вошли в состав вновь образованного Шарковщинского района.
20 октября 1995 года административные единицы Миорский район и город Миоры, имеющие общий административный центр, объединены в одну административную единицу — Миорский район.

## Геральдика
Герб  учрежден Указом Президента Республики Беларусь от 20 января 2006 года № 36 и зарегистрирован в Государственном геральдическом регистре Республики Беларусь 6 февраля 2006 года № Б-69. Проект одобрен решениями Миорского районного Совета депутатов 30 сентября 2002 года № 102 и Миорским районным  исполнительным комитетом 11 декабря 2002 года № 852.
Флаг учрежден Указом Президента Республики Беларусь от 2 июня 2009 года № 277 и зарегистрирован в Государственном геральдическом регистре Республики Беларусь 4 июня 2009 года Б-167. Одобрен решением Миорского районного исполнительного комитета от 4 июня 2008 года № 568.

## Демография
Численность населения — 17 075 человек (на 1 января 2025 года), в том числе городское — 9 124 человек (Миоры — 7 756 человек, Дисна — 1 368 человек), сельское — 7 951 человек.
Население района составляет 20 737 человек, в том числе в городских условиях живут 9589 человек. Населённых пунктов в районе 482, в том числе два города — Дисна (1537 жителей) и Миоры (8052 жителей) (на 1 января 2016 года).
| Численность населения | Численность населения | Численность населения | Численность населения | Численность населения | Численность населения | Численность населения | Численность населения | Численность населения |
| 1970                  | 1979                  | 1989                  | 1996                  | 2001                  | 2002                  | 2003                  | 2004                  | 2005                  |
| --------------------- | --------------------- | --------------------- | --------------------- | --------------------- | --------------------- | --------------------- | --------------------- | --------------------- |
| 44 463                | ▼38 807               | ▼33 495               | ▲33 564               | ▼31 196               | ▼30 607               | ▼29 859               | ▼29 005               | ▼28 122               |
| 2006                  | 2007                  | 2008                  | 2009                  | 2010                  | 2011                  | 2012                  | 2013                  | 2014                  |
| ▼27 274               | ▼26 535               | ▼25 725               | ▼25 020               | ▼24 262               | ▼23 560               | ▼22 617               | ▼22 188               | ▼21 749               |
| 2015                  | 2016                  | 2017                  | 2018                  | 2019                  | 2020                  | 2021                  | 2022                  | 2023                  |
| ▼21 319               | ▼20 779               | ▼20 263               | ▼19 837               | ▼19 522               | ▼19 163               | ▼18 737               | ▼18 358               | ▼17 961               |
| 2024                  | 2025                  |                       |                       |                       |                       |                       |                       |                       |
|                       | ▼17 075               |                       |                       |                       |                       |                       |                       |                       |

| Национальный состав по переписи населения 2019 года | Национальный состав по переписи населения 2019 года | Национальный состав по переписи населения 2019 года | Национальный состав по переписи населения 2009 года | Национальный состав по переписи населения 2009 года | Национальный состав по переписи населения 2009 года | Национальный состав по переписи населения 1959 года | Национальный состав по переписи населения 1959 года |
| Народ                                               | Численность                                         | %                                                   | Народ                                               | Численность                                         | %                                                   | Численность                                         | %                                                   |
| --------------------------------------------------- | --------------------------------------------------- | --------------------------------------------------- | --------------------------------------------------- | --------------------------------------------------- | --------------------------------------------------- | --------------------------------------------------- | --------------------------------------------------- |
| Белорусы                                            | 17 469                                              | 90,83 %                                             | Белорусы                                            | 22 660                                              | 93,01 %                                             | 33 754                                              | 77 %                                                |
| Русские                                             | 832                                                 | 4,33 %                                              | Русские                                             | 970                                                 | 3,98 %                                              | 3029                                                | 6,91 %                                              |
| Поляки                                              | 418                                                 | 2,17 %                                              | Поляки                                              | 412                                                 | 1,69 %                                              | 6612                                                | 15,08 %                                             |
| Украинцы                                            | 240                                                 | 1,25 %                                              | Украинцы                                            | 166                                                 | 0,68 %                                              | 164                                                 | 0,37 %                                              |
| Латыши                                              | 28                                                  | 0,15 %                                              | Латыши                                              | 34                                                  | 0,14 %                                              |                                                     |                                                     |
| Цыгане                                              | 12                                                  | 0,06 %                                              | Цыгане                                              | 27                                                  | 0,11 %                                              |                                                     |                                                     |

В 2018 году 16,3 % населения района было в возрасте моложе трудоспособного, 51,6 % — в трудоспособном, 32,1 % — старше трудоспособного. В 2017 году коэффициент рождаемости составил 10,9 на 1000 человек, коэффициент смертности — 21,8 (средние коэффициенты рождаемости и смертности по Витебской области — 9,6 и 14,4, по Республике Беларусь — 10,8 и 12,6). В 2017 году в районе родилось 219 и умерло вдвое больше — 438 человек. Сальдо внутренней миграции отрицательное (в 2017 году — −149 человек).
В 2017 году в районе было заключено 89 браков (4,4 на 1000 человек, самый низкий показатель в Витебской области) и 53 развода (2,6 на 1000 человек); средние показатели по Витебской области — 6,4 и 3,4 на 1000 человек, по Республике Беларусь — 7 и 3,4 на 1000 человек соответственно.

## Экономика
Средняя зарплата в районе составляет 79,9 % от среднего уровня по Витебской области (2017 год). В 2017 году в районе было зарегистрировано 56 микроорганизаций и 12 малых организаций. В 2017 году 28 % организаций района были убыточными (в 2016 году — 27,2 %), по этому показателю район находится на втором месте в Витебской области. В 2015—2017 годах в реальный сектор экономики района поступило 72,6 млн долларов иностранных инвестиций, в том числе 17,8 млн долларов прямых инвестиций. По общему объёму привлечённых иностранных инвестиций, большая часть которых приходится на строительство металлопрокатного завода, Миорский район находится в числе лидеров в Витебской области, уступая только Новополоцку и Витебску. В 2017 году предприятия района экспортировали товаров на сумму 0,3 млн долларов, импортировали на 10,1 млн долларов (сальдо — −9,8 млн долларов; при этом ещё в 2016 году объём экспорта превышал импорт).
Выручка предприятий и организаций района от реализации продукции, товаров, работ, услуг за 2017 год составила 118,2 млн рублей (около 59 млн долларов), в том числе 36 млн рублей пришлось на сельское, лесное и рыбное хозяйство, 44,7 млн на промышленность, 6,6 млн на строительство, 25,1 млн на торговлю и ремонт.

### Сельское хозяйство
Основной отраслью экономики является сельскохозяйственное производство, которое специализируется на мясо-молочном животноводстве, выращивании зерновых и кормовых культур, льна, картофеля. В районе работают 17 сельскохозяйственных предприятий и 18 фермерских хозяйств.
Под зерновые культуры в 2017 году было засеяно 16,8 тыс. га пахотных площадей, под кормовые культуры — 14,5 тыс. га, под лён — 0,9 тыс. га. Валовой сбор зерновых и зернобобовых в 2017 году составил 38,7 тыс. т (средняя урожайность — 24,2 ц/га), сбор льноволокна составил 313 т.
На 1 января 2018 года в сельскохозяйственных организациях района (без учёта фермерских и личных хозяйств населения) содержалось 34 тыс. голов крупного рогатого скота (в том числе 10,9 тыс. коров), 5,9 тыс. свиней. За 2017 год было произведено 4092 т мяса (в убойном весе) и 34 441 т молока.

### Промышленность
Промышленность района представлена 7 предприятиями, в том числе перерабатывающими заводами, предприятиями транспорта, строительными организациями.
В окрестностях районного центра строится металлопрокатный завод, основной продукцией которого должны стать белая жесть и изделия из неё.
Крупнейшие предприятия:
- ПУП «Миорский мясокомбинат»;
- Миорский комбикормовой завод (филиал ОАО «Полоцкий комбинат хлебопродуктов»);
- ОАО «Миорский льнозавод»;
- Миорское производство филиала «Полоцкий хлебозавод» ОАО «Витебскхлебпром»;
- УП ЖКХ Миорского района.

### Транспорт
В Миорах находится железнодорожная станция на линии Друя — Воропаево. Через город проходят автомобильные дороги на Дисну, Браслав, Верхнедвинск и Шарковщину.

### Мосты
Мост через реку Западная Двина на границе Верхнедвинского и Миорского районов:
- высота: от уровня меженных вод до проезжей части составляет 25 м,
- длина: 280,6 м.

## Здравоохранение
В 2017 году в учреждениях Министерства здравоохранения Республики Беларусь насчитывалось 52 практикующих врача (26,1 в пересчёте на 10 тысяч человек; средний показатель по Витебской области — 37, по Республике Беларусь — 40,5) и 250 средних медицинских работников. В лечебных учреждениях района насчитывалось 155 больничных коек (77,8 в пересчёте на 10 тысяч человек; средний показатель по Витебской области — 80,5, по Республике Беларусь — 80,2).

## Образование
На территории района расположено[когда?] 16 средних, 9 базовых и 2 начальных школы.
В 2017 году в районе действовало 15 учреждений дошкольного образования (включая комплексы «детский сад — школа») с 662 детьми. В 2017/2018 учебном году действовало 14 учреждений общего среднего образования, в которых обучалось 1986 учеников. Учебный процесс в школах обеспечивали 397 учителей.

## Религия
По состоянию на начало 2019 года в Миорском районе действует 15 православных общин, 6 католических, по 2 общины евангельских христиан-баптистов, христиан веры евангельской (пятидесятников) и старообрядцев, 1 община адвентистов седьмого дня.

## Культура
- В районном центре расположен Миорский историко-этнографический музей[48] с 5,2 тыс. музейных предметов основного фонда. В 2016 году музей посетили 2,2 тыс. человек[49][50].
- Ежегодно с 2012 года в середине сентября в Миорах проходит экологический праздник «Жураўлі і журавіны». Для всех желающих в это время организуются наблюдения за скоплениями журавлей, а здесь их в это время отдыхает более 4000 и продажа клюквы, собранной на болотах района, в числе которых Ельня и Великий Мох. Болота занимают 17 % площади района.
- Музейное объединение ГУО «Миорская средняя школа № 3 имени Героя Советского Союза Е. А. Томко»
  - Исторический музей
  - Музей книги и печати
  - Этнографический музей «Сялянская хата»
  - Музей образования Миорского района
  - Экологический зал «ЭКОМИР»

- Экологический визит-центр заказника «Ельня»
- Музей истории города Дисна и этнографии Дисненского края
- Историко-краеведческий музей ГУО «Дисненская средняя школа имени М. А. Кузьмина» в г. Дисна

- Историко-этнографический музей в д. Ситьково 2
- Музей имени Г. И. Цитовича в д. Новый Погост

- Экологический музей в аг. Чепуки Новопогостского сельсовета
- Музейный уголок «Мацейкавы рамёствы» в д. Перебродье
- Краеведческий музей в аг. Узмёны Узмёнского сельсовета
- Музей «Радзімазнаўства» в д. Леонполь
- Художественная галерея «Пуня» в д. Милашово[51]

## События и мероприятия
- «Мiлашоўска-Мiлашаўскiя чытаннi» в д. Милашово[51]
- Региональный экологический праздник «Жураўлі і журавіны Міёрскага краю»

## Достопримечательность
- Римско-католическая церковь Вознесения Девы Марии (1907) в г. Миоры
- Памятный знак в честь воинов-освободителей от немецко-фашистских захватчиков Миор (1964 г.)

- Экологическая тропа «Озеравки-Ельня» в д. Конахи Миорского сельсовета
- Николаевская церковь, вторая половина XIX в. в аг. Черессы
- Костёл Святой Троицы в д. Новый Погост
- Церковь Святого Николая Чудотворца в д. Новый Погост
- Свято-Троицкая церковь, начало XIX в. в д. Кублищина Новопогостского сельсовета
- Усадьба, конец XIX — начало XX в. в д. Каменполье Перебродского сельсовета
- Усадебно-парковый комплекс, 1810—1820 гг. в д. Дедино Перебродского сельсовета
- Успенская церковь, начало XX в. в д. Нивники
- Водопад в д. Прудники Повятского сельсовета
- Водопад на реке Вята в д. Междуречье
- Усадьба Мирских в д. Междуречье
- Католическая церковь Божией Матери Скапулярия в аг. Идолта
- Часовня, 1862 г. в аг. Идолта
- Усадьба Милошей в аг. Идолта
- Колонна в честь Конституции 1791 года (конец XVIII века) в д. Леонполь
- Деревянная православная Троицкая церковь (1774 год) в д. Леонполь
- Бывшая усадьба Лопатинских в д. Леонполь, где сохранился дворец в стиле барокко, парковый ансамбль и деревянная церковь, построенная в середине XVIII века
- Николаевская церковь, вторая половина XIX в. в аг. Узмёны Узмёнского сельсовета
- Преображенская церковь, конец XIX — начало XX в. в аг. Язно
- Источник Святого Яна в аг. Язно. Является памятником природы
- Богата памятниками архитектуры и археологии Дисна — один из древнейших городов Миорского района
- Паромная переправа в г. Дисна

## Галерея

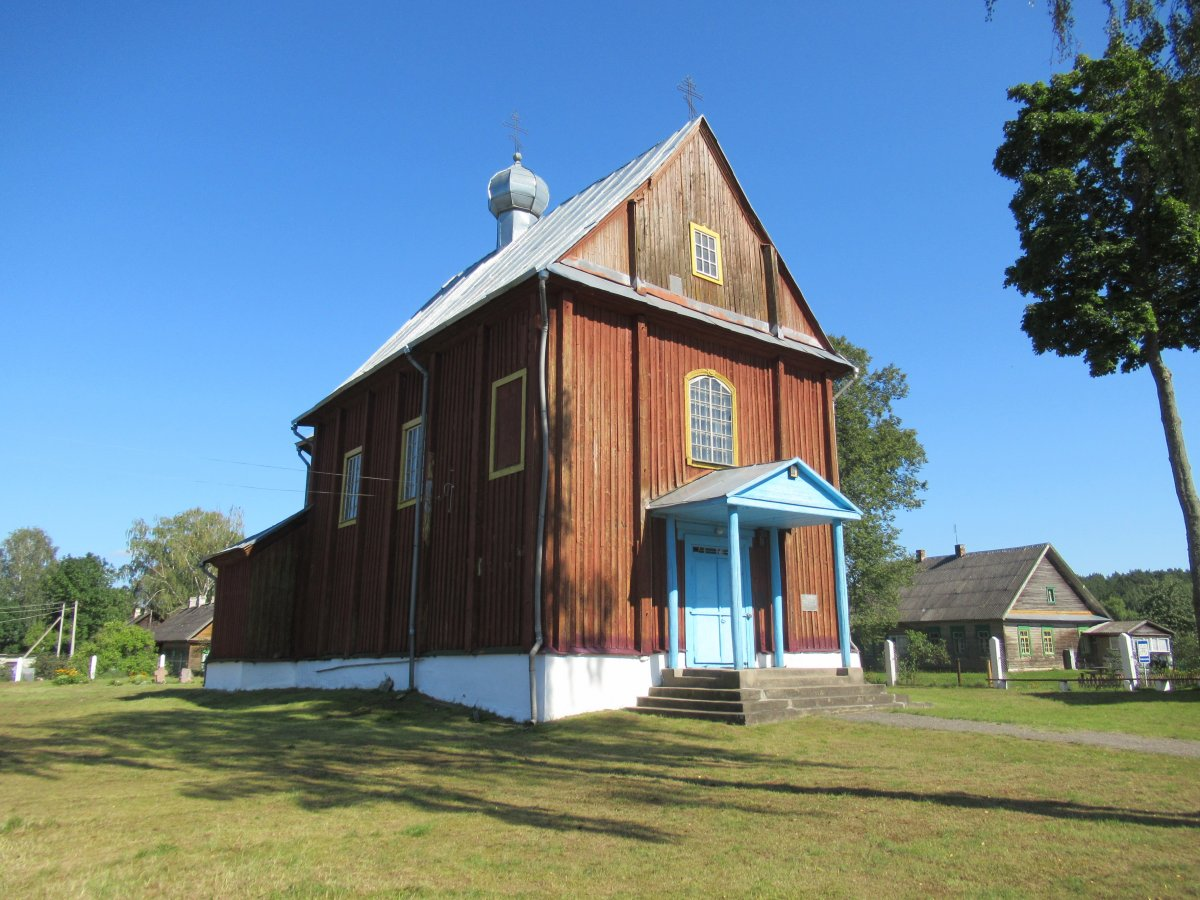
Деревянная православная Троицкая церковь (1774 год) в д. Леонполь
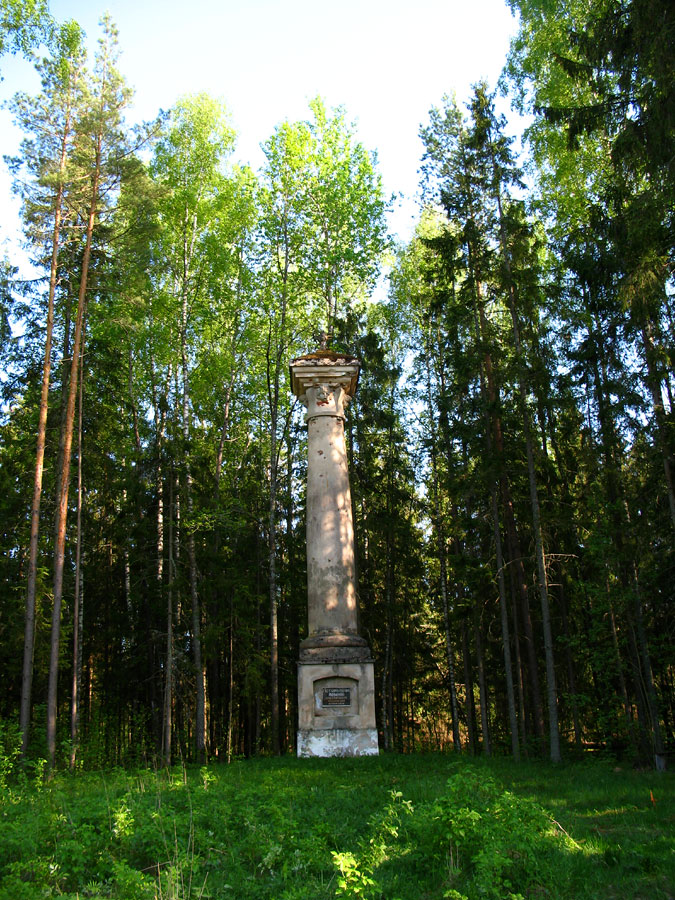
Колонна в честь Конституции 1791 года (конец XVIII века) в д. Леонполь
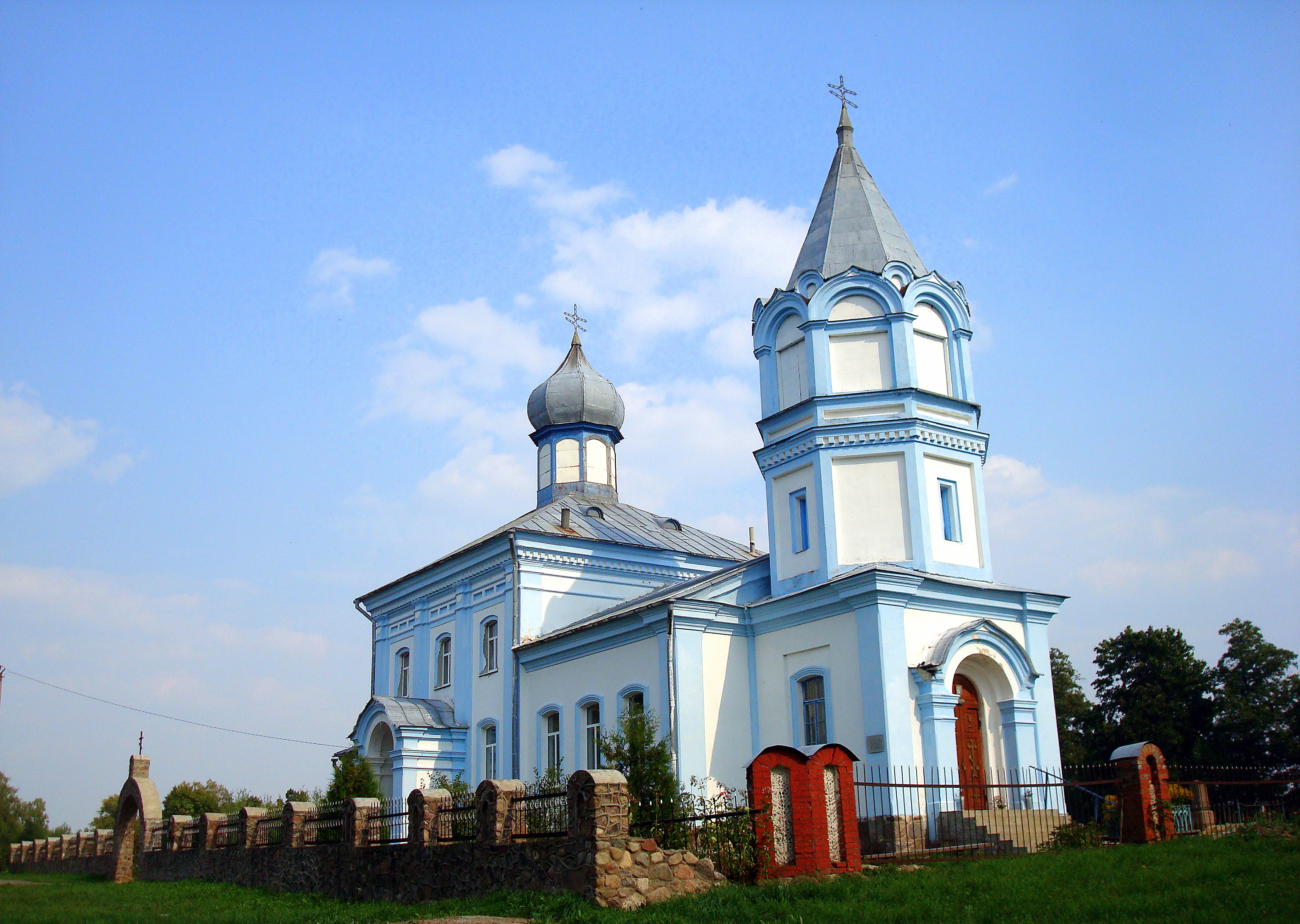
Николаевская церковь, вторая половина XIX в. в аг. Черессы
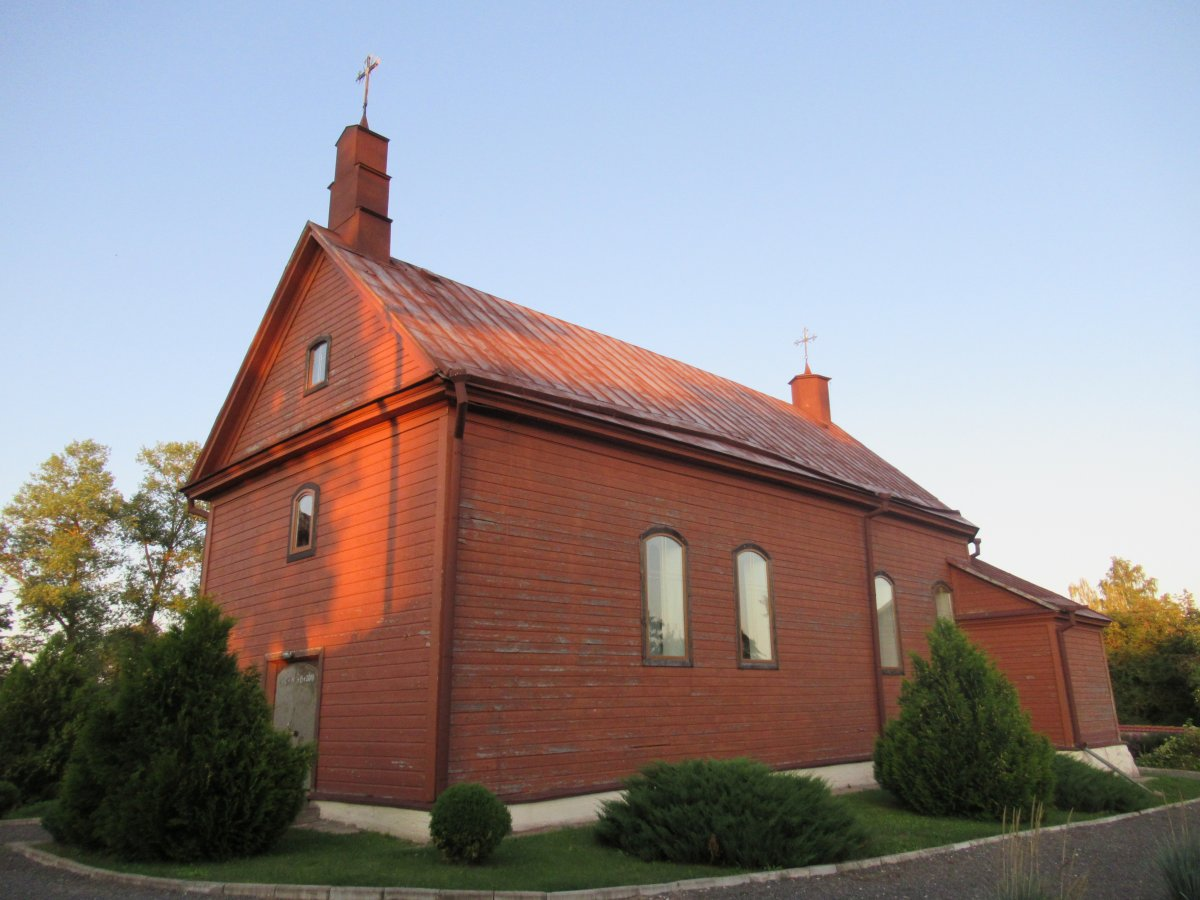
Костёл Святой Троицы в д. Новый Погост
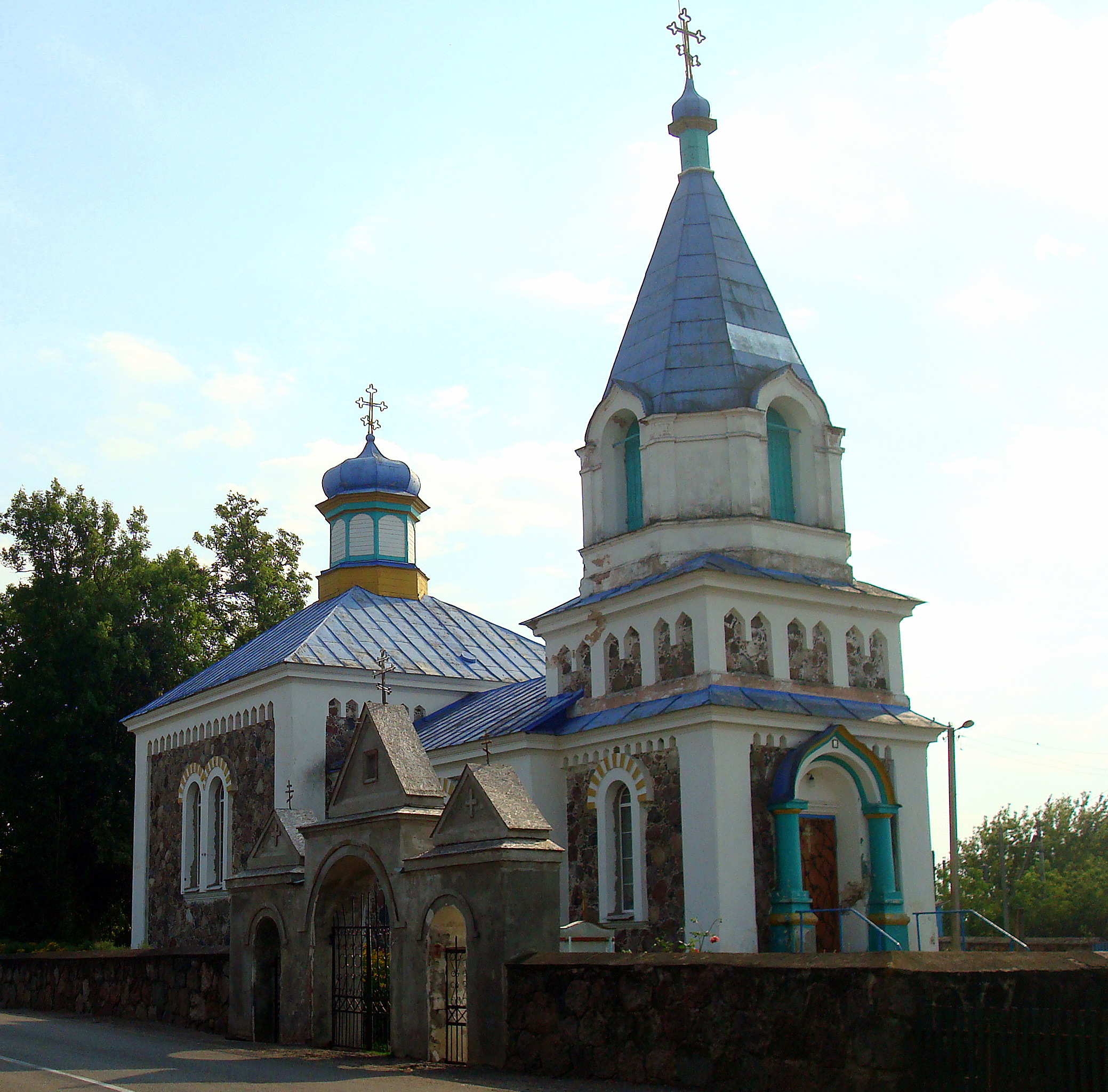
Церковь Святого Николая Чудотворца в д. Новый Погост
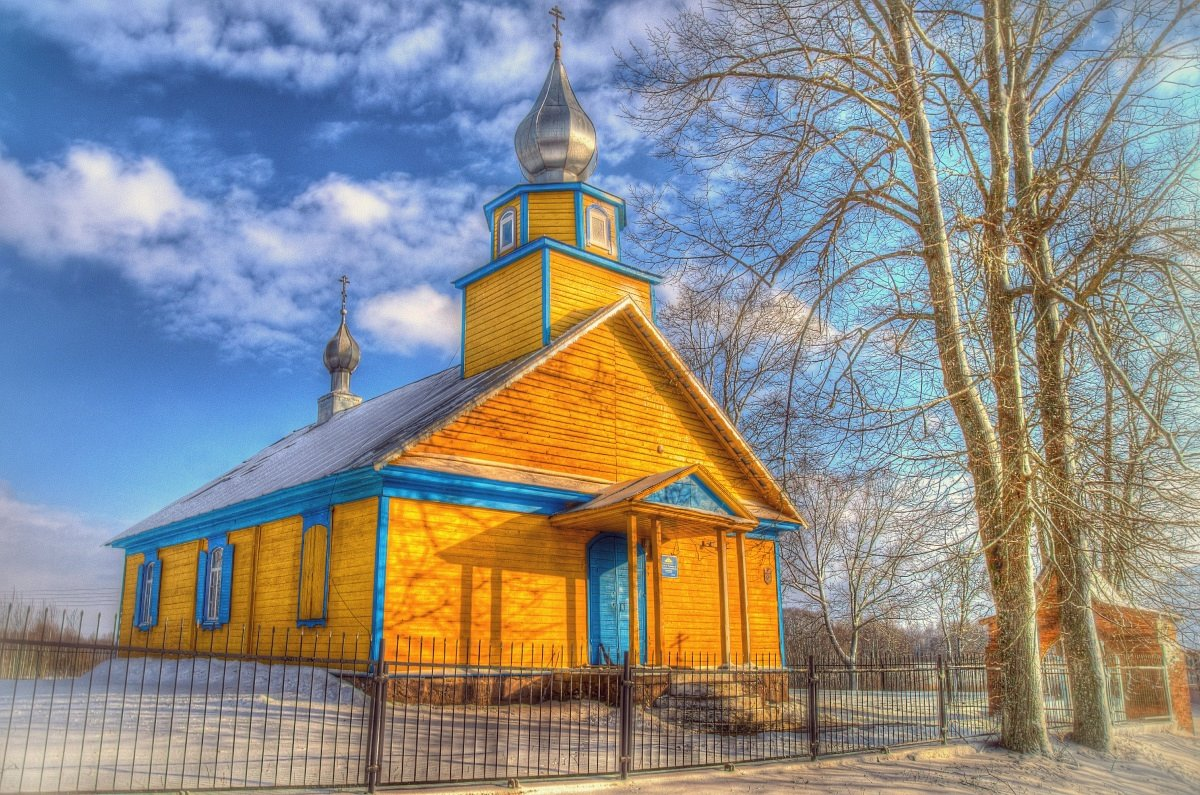
Свято-Троицкая церковь, начало XIX в. в д. Кублищина
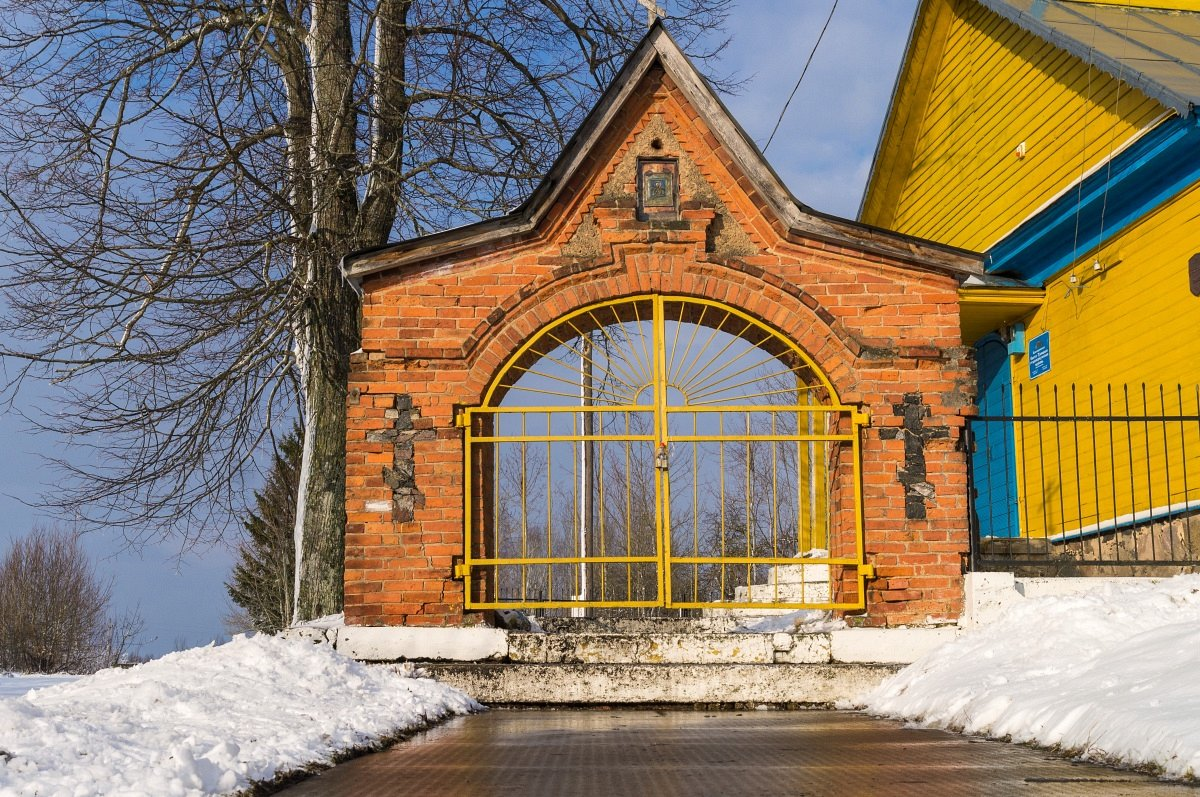
Свято-Троицкая церковь (Брама), начало XIX в. в д. Кублищина
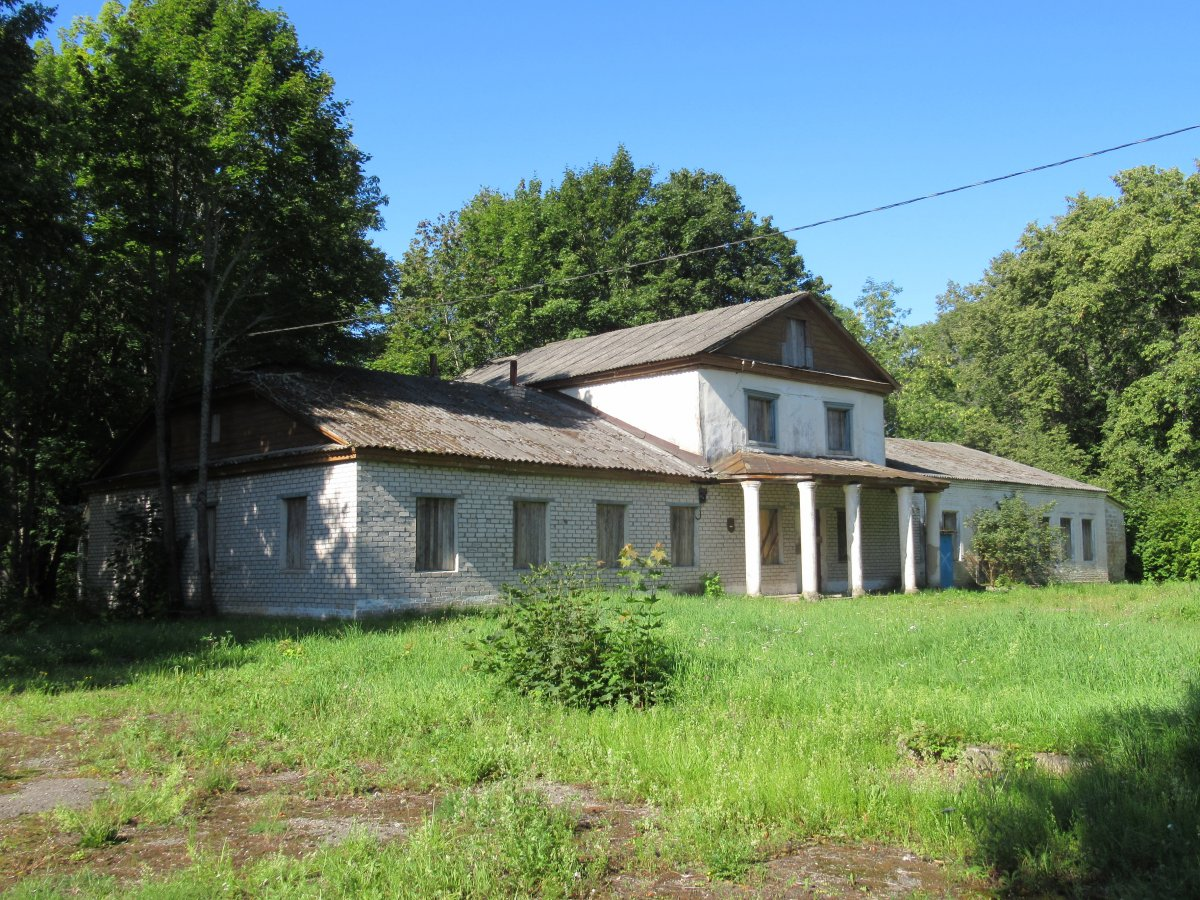
Усадебно-парковый комплекс Мирских, конец XIX - начало XX в. в д. Каменполье
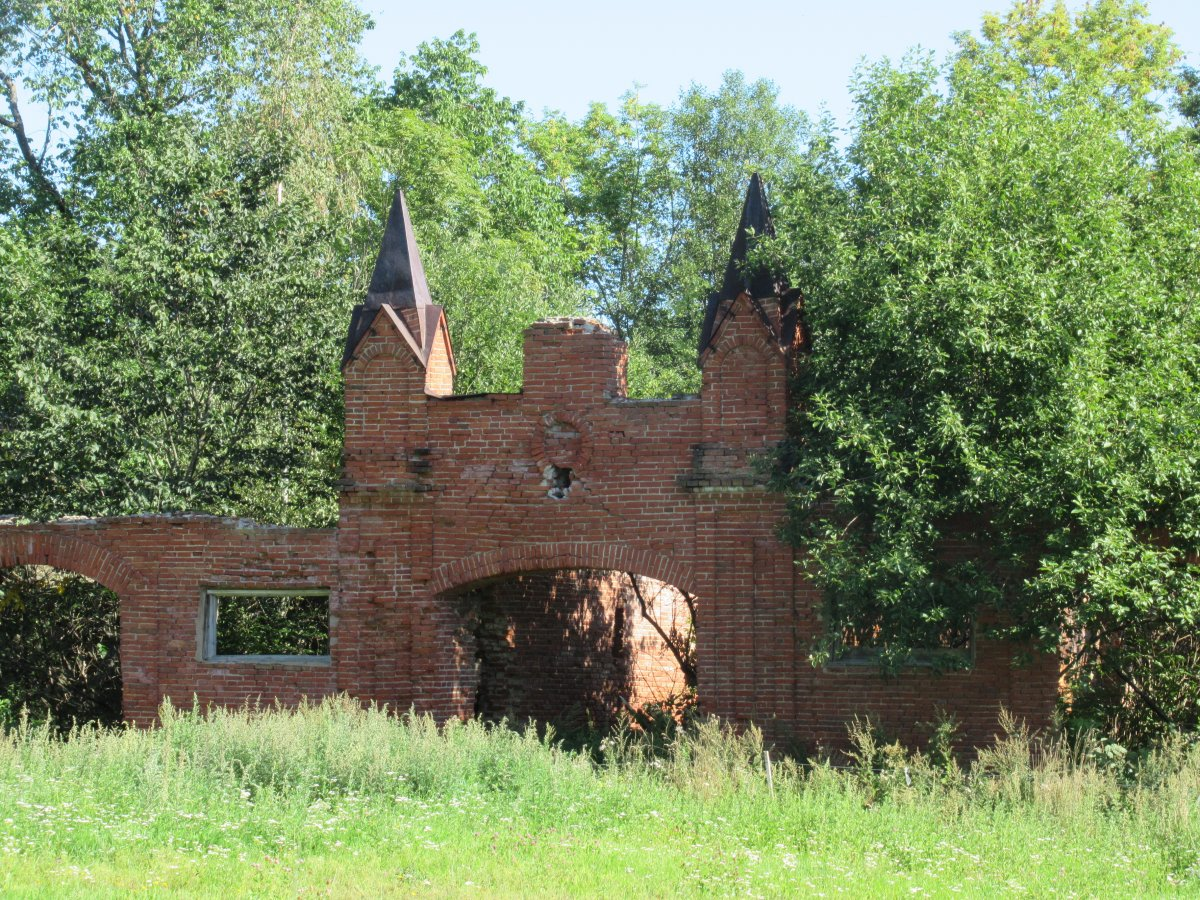
Усадебно-парковый комплекс Мирских, конец XIX - начало XX в. в д. Каменполье
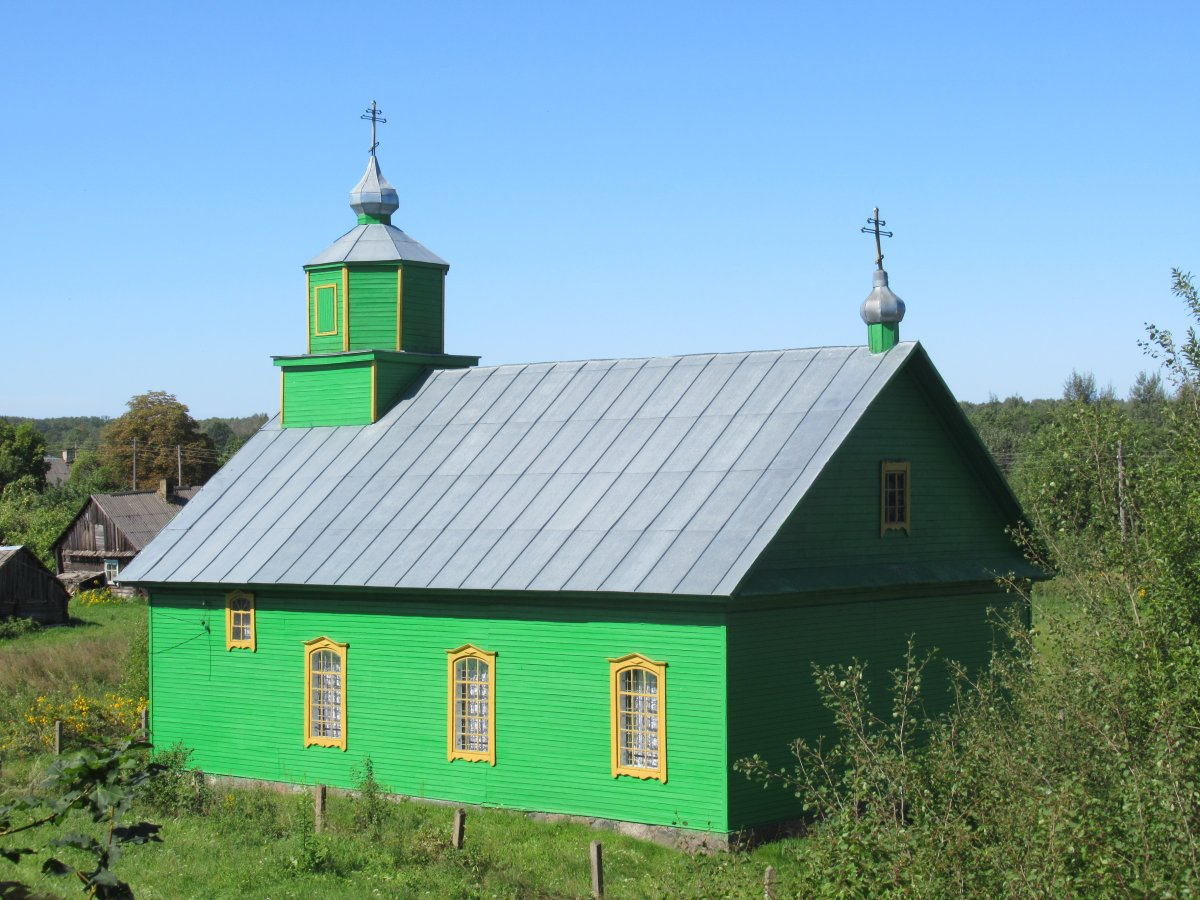
Успенская церковь, начало XX в. в д. Нивники